# کنفراس شرق (ان‌بی‌ای زنان)
کنفرانس شرق اتحادیه ملی بسکتبال زنان از شش تیم تشکیل شده است.
پلی آف کنفرانس شرق به دو راند اول و مرحله نیمه نهایی و مرحله فینال کنفرانس تقسیم شود که قهرمان کنفرانس با قهرمان کنفرانس غرب در مسابقه فینال قهرمان ان‌بی‌ای زنان را مشخص میکنند.  تمامی سری های پلی آف داخل کنفرانس  بهترین از ۳ بازی هستند.

## تیم های حاضر در کنفرانس

### تیم های قدیمی
منحل شده
- شارلوت استینگ (۱۹۹۷-۲۰۰۶)
- کلیولند راکرز (۱۹۹۷-۲۰۰۳)
- میامی سول (۲۰۰۰-۲۰۰۲)

رفتن به کنفرانس غرب
- هیوستون کامتس

نقل مکان کرده
- ارلاندو میرکل به کانتیکت سان (۲۰۰۳)
- دیترویت شاک به تسلا شاک (غرب) (۲۰۰۹)

## قهرمان کنفرانس شرق
- ۱۹۹۷: هیوستون کامتس, New York Liberty
- ۱۹۹۸: هیچ تیمی به فینال نرسید.(به علت مختلط بودن کنفرانس های در پلی آف)
- ۱۹۹۹: نیویورک لیبرتی
- ۲۰۰۰: نیویورک لیبرتی
- ۲۰۰۱: شارلوت استینگ
- ۲۰۰۲: نیویورک لیبرتی
- ۲۰۰۳: دیترویت شاک
- ۲۰۰۴: کانتیکت سان
- ۲۰۰۵: کانتیکت سان
- ۲۰۰۶: دیترویت شاک
- ۲۰۰۷: دیترویت شاک
- ۲۰۰۸: دیترویت شاک
- ۲۰۰۹: ایندیانا فیور
- ۲۰۱۰: آتلانتا دریم
- ۲۰۱۱: آتلانتا دریم
- ۲۰۱۲: ایندیانا فیور
- ۲۰۱۳: آتلانتا دریم
- ۲۰۱۴: شیکاگو اسکای
- ۲۰۱۵: ایندیانا فیور
- ۲۰۱۶: تیمی از این کنفرانس به فینال نرسید.
- ۲۰۱۷: تیمی از این کنفرانس به فینال نرسید.

قهرمان ان‌بی‌ای زنان به صورت بولد 

## تعداد قهرمانی قهرمان کنفرانس
- دیترویت شاک (۴ بار)
- نیویورک لیبرتی (۴ بار)
- آتلانتا دریم (۳ بار)
- ایندیانا فیور (۳ بار)
- کانتیکت سان (۲ بار)
- شیکاگو اسکای (۱ بار)
- شارلوت استینگ (۱ بار)
- هیوستون کامتس (۱ بار) (منتقل شده به کنفرانس غرب در سال ۱۹۹۸)